# Girls Just Want to Have Fun
"Girls Just Want to Have Fun" – popowa kompozycja autorstwa Roberta Hazarda z 1979 roku, zrealizowana na debiutancki album studyjny amerykańskiej wokalistki Cyndi Lauper pt. She's So Unusual (1983). Utwór promował ową płytę jako inauguracyjny singel, był także pierwszym singlem solowym w karierze Lauper, jeśliby odliczyć "You Make Loving Fun" − piosenkę-cover nagraną w roku 1977, gdy artystka nie była znana szerszej publiczności.
Kompozycja ta stała się światowym przebojem, swój sukces zawdzięczając m.in. barwnemu wideoklipowi. Uznaje się ją także za feministyczny hymn.

## Sprzedaż
| Kraj              | Certyfikat | Sprzedaż  |
| ----------------- | ---------- | --------- |
| Wielka Brytania   | srebro     | 380 000   |
| Kanada            | 2x platyna | 200 000   |
| Japonia           | złoto      | 110 420   |
| Stany Zjednoczone | platyna    | 1 000 000 |

## Pozycje na listach przebojów
| Notowanie (1983/1984)               | Najwyższa pozycja |
| ----------------------------------- | ----------------- |
| Australian ARIA Singles Chart       | 1                 |
| Austria Top 40                      | 3                 |
| Canadian Singles Chart              | 1                 |
| Eurochart Hot 100                   | 1                 |
| German Singles Chart                | 6                 |
| Holland Singles Chart               | 3                 |
| Ireland Singles Chart               | 1                 |
| Italian Singles Chart               | 3                 |
| Japanese Oricon Weekly Chart        | 17                |
| Japanese Oricon International Chart | 1                 |
| Netherlands Singles Charts          | 3                 |
| New Zealand RIANZ Singles Chart     | 1                 |
| Norwegian VG-lista                  | 1                 |
| Swedish Singles Chart               | 5                 |
| Swiss Singles Char                  | 6                 |
| UK Singles Chart                    | 2                 |
| U.S. Billboard Hot 100              | 2                 |
| U.S. ARC Weekly Top 40              | 1                 |
| U.S. Cash Box                       | 1                 |
| U.S. Billboard Hot Dance Club Play  | 1                 |
| Notowanie (2008)                    | Najwyższa pozycja |
| U.S. Billboard Hot Ringtones        | 16                |

### Notowania końcoworoczne
| Kraj              | Notowanie           | Pozycja |
| ----------------- | ------------------- | ------- |
| Stany Zjednoczone | Billboard Year-End  | 15      |
| Wielka Brytania   | UK Year-End Singles | 32      |